# Кетрін Белл
Кетрін Ліза Белл (англ. Catherine Lisa Bell; нар. 14 серпня 1968, Лондон, Англія, Велика Британія) — американська телевізійна акторка і продюсерка. Відома ролями в телесеріалах «Військово-юридична служба» (1996—2005) і «Армійські дружини» (2007—2013).

## Раннє життя
Народилася 14 серпня 1968 року в Лондоні, Англія, у родині медсестри і архітектора. Її мати іранка, а батько шотландець, завдяки чому Белл володіє перською та англійською мовами.

## Кар'єра
Почала кар'єру як модель зі зйомок в Японії. Пізніше вивчала акторську майстерність у Beverly Hills Playhouse і одночасно з цим заробляла на навчання зйомками в телешоу. У 1992 році була дублеркою Ізабелли Росселліні у фільмі «Смерть їй личить», а пізніше почала отримувати більш помітні ролі в кіно і на телебаченні.
Досягла найбільшої популярності після виконанням головної ролі полковниці Сари Маккензі в телесеріалі «Військово-юридична служба», де знімалася з 1996 по 2005 рік. Вона також знялася в кількох фільмах в період своєї кар'єри, таких як «Чужий народ: Тіло і душа», «Брюс всемогутній» тощо. На телебаченні була запрошеною зіркою в епізодах серіалів «Друзі» та «Закон і порядок: Спеціальний корпус».
Зіграла головну роль у мінісеріалі 2005 року «Бермудський трикутник», яка принесла їй номінацію на премію «Сатурн». Вона також відома як продюсерка та виконавиця головної ролі у серії сімейних телефільмів Hallmark «Добра відьма» (2008), «Сад доброї відьми» (2009), «Подарунок доброї відьми» (2010) та «Сім'я доброї відьми» (2011). З 2007 по 2013 рік, Белл виконувала одну з головних ролей у телесеріалі Lifetime «Армійські дружини». З 2015 року вона грає провідну роль, а також є виконавчою продюсеркою серіалу Hallmark «Добра відьма».

## Особисте життя
У 1994—2012 роки Кетрін була одружена з колишнім своїм асистентом Адамом Бенсоном. У них є двоє дітей — дочка Джемма Бенсон (нар. 16.04.2003) і син Ронан Бісон (нар. 21.08.2010).
Коли Кетрін було 20 з невеликим років, вона перенесла рак щитоподібної залози.
Незважаючи на те, що Белл була вихована за принципами римо-католицької церкви, в даний час вона активно практикує саєнтологію.

## Фільмографія

### Фільми
| Рік  | Назва українською        | Назва англійською           | Роль                            | Примітки        |
| ---- | ------------------------ | --------------------------- | ------------------------------- | --------------- |
| 1993 | Мати нареченої           | Mother of the Bride         | Честіті                         | Телефільм       |
| 1994 | Солдати фортуни          | Men of War                  | Грей Лашхейд                    |                 |
| 1995 | Чужий народ: Тіло і душа | Alien Nation: Body and Soul | Коп                             | Телефільм       |
| 1997 | Термінове занурення      | Crash Dive                  | Ліза Старк                      | Direct-to-video |
| 1998 | Чорний грім              | Black Thunder               | Ліза                            |                 |
| 1998 | Таксі в Канаду           | Cab to Canada               | Сенді                           | Телефільм       |
| 1999 | Викрадачі минулого       | The Time Shifters           | Елізабет Вінтер                 | Телефільм       |
| 2003 | Брюс Всемогутній         | Bruce Almighty              | Сьюзан Ортега                   |                 |
| 2007 | Тихі голоси минулого     | Still Small Voices          | Майкл Саммер                    | Телефільм       |
| 2007 | Еван Всемогутній         | Evan Almighty               | Сьюзан Ортега                   | Камео           |
| 2008 | Добра відьма             | The Good Witch              | Кассандра Найнтінгейл           | Телефільм       |
| 2009 | Сад доброї відьми        | The Good witch's Garden     | Кассандра Найнтінгейл           | Телефільм       |
| 2010 | Подарунок доброї відьми  | The Good witch's Gift       | Кассандра Найнтінгейл           | Телефільм       |
| 2011 | Героїня — одинак         | Last Man Standing           | Еббі Коллінз                    | Телефільм       |
| 2011 | Сім'я доброї відьми      | The Good witch's Family     | Кассандра Найнтінгейл           | Телефільм       |
| 2011 | Доброго ранку, вбивця    | Good Morning, Killer        | Спеціальна агентка ФБР Ана Грей | Телефільм       |
| 2012 | Чари доброї відьми       | The Good witch's Charm      | Кассандра Найнтінгейл           | Телефільм       |
| 2013 | Долі доброї відьми       | The Good witch's Destiny    | Кассандра Найнтінгейл           | Телефільм       |
| 2014 | Диво гарною відьми       | The Good witch's Wonder     | Кассандра Найнтінгейл           | Телефільм       |
| 2015 |                          | The Bandit Hound            | Джоанна                         |                 |
| 2016 | Все по новій             | The Do-Over                 | Дон                             |                 |

### Телебачення
| Рік         | Назва українською                   | Назва англійською                 | Роль                  | Примітки                     |
| ----------- | ----------------------------------- | --------------------------------- | --------------------- | ---------------------------- |
| 1991        |                                     | True Colors                       | Донна                 | 1 епізод                     |
| 1994        | Як в кіно                           | Dream On                          | Кей Медоуз            | 1 епізод                     |
| 1995        |                                     | Vanishing Son                     | Кейт                  | 2 епізоду                    |
| 1995        | Друзі                               | Friends                           | Робін                 | 1 епізод                     |
| 1996        | Гаряча лінія                        | Hot Line                          | Кет                   | 1 епізод                     |
| 1997        | Дивовижні мандри Геракла            | Hercules: The Legendary Journeys  | Сунеа                 | 1 епізод                     |
| 2003        | Воскрешаючи мертвих                 | Waking the Dead                   | Сем Джеймс            | 1 епізод                     |
| 1996-2005   | Військово-юридична служба           | JAG                               | Сара Маккензі         | Регулярна роль, 206 епізодів |
| 2005        | Бермудський трикутник               | The Triangle                      | Емілі Паттерсон       | Міні-серіал                  |
| 2006        | Межа                                | Threshold                         | Дафна                 | 1 епізод                     |
| 2006        | Закон і порядок: Спеціальний корпус | Law & Order: Special Victims Unit | Наомі Чалс            | 1 епізод                     |
| 2007-2013   | Армійські дружини                   | Army Wives                        | Деніз Шервуд          | Регулярна роль, 117 епізодів |
| 2013        | Кінг і Максвелл                     | King & Maxwell                    | Джоан Діллінджер      | 2 епізоду                    |
| 2015 — 2021 | Добра відьма                        | Good Witch                        | Кассандра Найнтінгейл | Регулярна роль               |